# 333744 Pau
333744 Pau è un asteroide della fascia principale. Scoperto nel 2009, presenta un'orbita caratterizzata da un semiasse maggiore pari a 2,6217029 au e da un'eccentricità di 0,1660988, inclinata di 6,89257° rispetto all'eclittica.
L'asteroide è dedicato a Pau Bosch-Pellicer, nipote abiatico dello scopritore.